# Filipijnen op de Olympische Zomerspelen 2008
De Filipijnen namen met 15 atleten deel aan de Olympische Zomerspelen 2008 in Peking, China. Ze debuteerden op de Zomerspelen in 1924 en deden in China voor de 19e keer mee. De Filipijnen wonnen voor de derde keer op rij geen medaille.

## Beloning sporters
Om sporters tot het uiterste te stimuleren een gouden medaille te behalen had de Filipijnse regering samen met enkele particulieren en bedrijven een grote geldprijs uitgeloofd voor de Filipijnse sporter die tijdens deze Spelen de eerste gouden medaille zou winnen. Op 28 juli 2008 was het totale geldbedrag al opgelopen tot 10,5 miljoen peso (ongeveer 135.000 euro). Deze prijs werd dus niet uitgekeerd.

## Deelnemers en resultaten
Hoewel de Filipijnen met een vrij kleine groep atleten deelnamen aan deze editie van de Olympische Spelen, werd er wel rekening gehouden met goede prestaties door enkele van de Filipijnse deelnemers. De grootste troeven, bokser Harry Tanamor en taekwondoka's Tshomlee Go en Mary Antoinette Rivero stelde echter allen teleur door in de eerste ronde reeds te verliezen. Bij het zwemmen en gewichtheffen werden enkele nationale records gebroken. Hieronder staan alle uitslagen en resultaten van alle vijftien deelnemers:

### Atletiek
| Olympiër          | Discipline      | Resultaat | Prestatie                             |
| ----------------- | --------------- | --------- | ------------------------------------- |
| Henry Dagmil      | verspringen (m) | 34e       | kwalificatie groep A: 18de met 7,58 m |
|                   |                 |           |                                       |
| Marestella Torres | verspringen (v) | 35e       | kwalificatie groep B: 17de met 6,17 m |

### Boksen
| Olympiër      | Discipline | Resultaat | Prestatie                         |
| ------------- | ---------- | --------- | --------------------------------- |
| Harry Tañamor | -48kg (m)  | 17e       | 1ste ronde: V van GHA Plange: 3-6 |

### Boogschieten
| Olympiër    | Discipline      | Resultaat | Prestatie                                                                  |
| ----------- | --------------- | --------- | -------------------------------------------------------------------------- |
| Mark Javier | individueel (m) | 33e       | plaatsingsronde: 36ste met 654 punten 1ste ronde: V van KOR Cheng: 102-106 |

### Gewichtheffen
| Olympiër     | Discipline | Resultaat | Prestatie                                                   |
| ------------ | ---------- | --------- | ----------------------------------------------------------- |
| Hidilyn Diaz | -58kg (v)  | 11e       | trekken: 11de met 85kg stoten: 11de met 107kg totaal: 192kg |

### Schietsport
| Olympiër | Discipline | Resultaat | Prestatie                                           |
| -------- | ---------- | --------- | --------------------------------------------------- |
| Eric Ang | trap (m)   | 35e       | kwalificatie: 35ste met 106 punten (19-24-22-21-20) |

### Schoonspringen
| Olympiër           | Discipline    | Resultaat | Prestatie                          |
| ------------------ | ------------- | --------- | ---------------------------------- |
| Rexel Ryan Fabriga | 10m toren (m) | 28e       | voorronde: 28ste met 358,85 punten |
|                    |               |           |                                    |
| Sheila Mae Perez   | 3m plank (m)  | 23e       | voorronde: 23ste met 251,15 punten |

### Taekwondo
| Olympiër               | Discipline | Resultaat | Prestatie                          |
| ---------------------- | ---------- | --------- | ---------------------------------- |
| Tshomlee Go            | -58kg (m)  | 11e       | 1ste ronde: V van AUS Carneli: 0-1 |
|                        |            |           |                                    |
| Mary Antoinette Rivero | -67kg (v)  | 11e       | 1ste ronde: V van CRO Saric: 1-4   |

### Zwemmen
| Olympiër       | Discipline           | Resultaat | Prestatie                |
| -------------- | -------------------- | --------- | ------------------------ |
| Daniel Coakley | 50m vrije slag (m)   | 39e       | serie 9: 6de in 22,69    |
| Ryan Arabejo   | 1500m vrije slag (m) | 32e       | serie 1: 3de in 15.42,27 |
| Miguel Molina  | 200m schoolslag (m)  | 47e       | serie 2: 6de in 2.16,94  |
| James Walsh    | 200m vlinderslag (m) | 29e       | serie 2: 1ste in 1.59,39 |
| Miguel Molina  | 200m wisselslag (m)  | 27e       | serie 2: 2de in 2.01,61  |
|                |                      |           |                          |
| Christel Simms | 50m vrije slag (v)   | 47e       | serie 6: 4de in 26,64    |
| Christel Simms | 100m vrije slag (v)  | 41e       | serie 2: 4de in 56,67    |

Afghanistan · Albanië · Algerije · Amerikaanse Maagdeneilanden · Amerikaans-Samoa · Andorra · Angola · Antigua en Barbuda · Argentinië · Armenië · Aruba · Australië · Azerbeidzjan · Bahama's · Bahrein · Bangladesh · Barbados · België · Belize · Benin · Bermuda · Bhutan · Bolivia · Bosnië en Herzegovina · Botswana · Brazilië · Britse Maagdeneilanden · Bulgarije · Burkina Faso · Burundi · Cambodja · Canada · Centraal-Afrikaanse Republiek · Chili · China · Chinees Taipei · Colombia · Comoren · Congo-Brazzaville · Congo-Kinshasa · Cookeilanden · Costa Rica · Cuba · Cyprus · Denemarken · Djibouti · Dominica · Dominicaanse Republiek · Duitsland · Ecuador · Egypte · El Salvador · Equatoriaal-Guinea · Eritrea · Estland · Ethiopië · Fiji · Filipijnen · Finland · Frankrijk · Gabon · Gambia · Georgië · Ghana · Grenada · Griekenland · Groot-Brittannië · Guam · Guatemala · Guinee · Guinee‑Bissau · Guyana · Haïti · Honduras · Hongarije · Hongkong · Ierland · IJsland · India · Indonesië · Irak · Iran · Israël · Italië · Ivoorkust · Jamaica · Japan · Jemen · Jordanië · Kaaimaneilanden · Kaapverdië · Kameroen · Kazachstan · Kenia · Kirgizië · Kiribati · Koeweit · Kroatië · Laos · Lesotho · Letland · Libanon · Liberia · Libië · Liechtenstein · Litouwen · Luxemburg · Macedonië · Madagaskar · Malawi · Malediven · Maleisië · Mali · Malta · Marshalleilanden · Marokko · Mauritanië · Mauritius · Mexico · Micronesië · Moldavië · Monaco · Mongolië · Montenegro · Mozambique · Myanmar · Namibië · Nauru · Nederland · Nederlandse Antillen · Nepal · Nicaragua · Nieuw-Zeeland · Niger · Nigeria · Noord-Korea · Noorwegen · Oeganda · Oekraïne · Oezbekistan · Oman · Oostenrijk · Oost‑Timor · Pakistan · Palau · Palestina · Panama · Papoea-Nieuw-Guinea · Paraguay · Peru · Polen · Portugal · Puerto Rico · Qatar · Roemenië · Rusland · Rwanda · Saint Kitts en Nevis · Saint Lucia · Saint Vincent en Grenadines · Salomonseilanden · Samoa · San Marino · Sao Tomé en Principe · Saoedi-Arabië · Senegal · Servië · Seychellen · Sierra Leone · Singapore · Slovenië · Slowakije · Soedan · Somalië · Spanje · Sri Lanka · Suriname · Swaziland · Syrië · Tadzjikistan · Tanzania · Thailand · Togo · Tonga · Trinidad en Tobago · Tsjaad · Tsjechië · Tunesië · Turkije · Turkmenistan · Tuvalu · Uruguay · Vanuatu · Venezuela · Verenigde Arabische Emiraten · Verenigde Staten · Vietnam · Wit-Rusland · Zambia · Zimbabwe · Zuid-Afrika · Zuid-Korea · Zweden · Zwitserland
Uitgesloten van deelname: Brunei